# Пихтії
Пихтії́ — село в Україні, у Старокостянтинівській міській громаді Хмельницького району Хмельницької області. Населення становить 182 осіб. До 2020  орган місцевого самоврядування — Березненська сільська рада.

## Історія
7 (20) листопада 1917 року, відповідно до.Третього Універсалу Української Центральної Ради, увійшло до складу Української Народної Республіки.
12 червня 2020 року, відповідно до розпорядження Кабінету Міністрів України № 727-р «Про визначення адміністративних центрів та затвердження територій територіальних громад Хмельницької області», увійшло до складу Старокостянтинівської міської громади.
19 липня 2020 року, після ліквідації Старокостянтинівського району, село увійшло до Хмельницького району.